# Chimär (biologi)
För den mytologiska varelsen, se Chimaira.

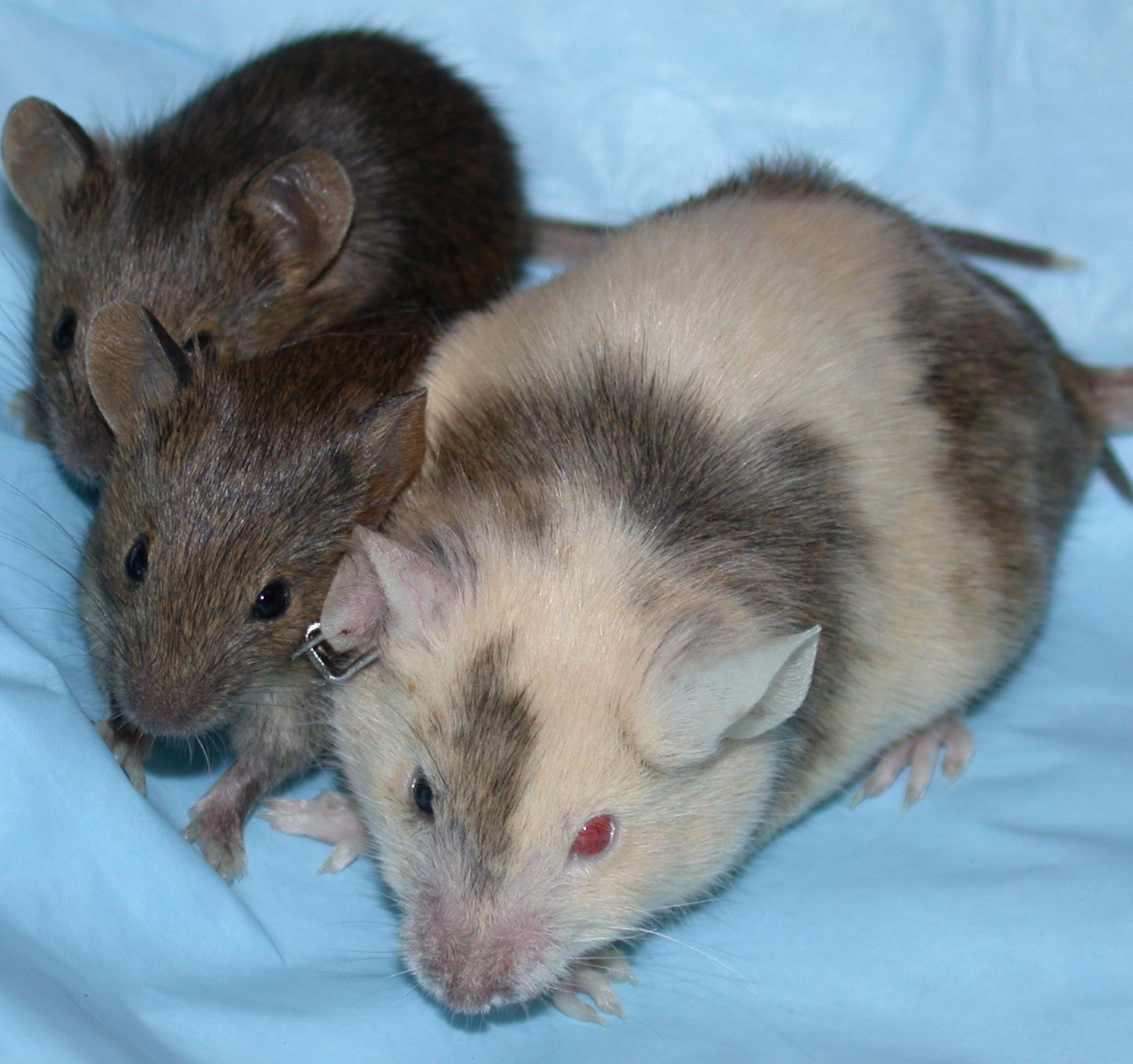
Mushona bestående av två celltyper. Ungarna till vänster härstammar från ägg med samma genetiska ursprung som gett upphov till delarna av mammans hud med grå päls.

Chimär (ytterst av grekiska chímaira, "get") är inom botaniken en växt där två olika vävnader växt samman, en ymphybrid, och inom zoologi och medicin en individ med celler från två genetiskt olika individer. Namnet chimär kommer från den grekiska mytologins ”chimaira” som är ett trehövdat monster som andas eld, har ett lejons kropp och tre huvuden, ett lejon, en vildget och en orm. Chimär är ett vetenskapligt begrepp inom zoologi och medicin som beskriver ett biologiskt fenomen som uppstår när en organism har celler eller vävnader från två genetiskt distinkta organismer. Chimärer förekommer mer frekvent hos människan än hos djur och växter.
Chimärer kan ibland misstolkas som mosaiker, då de båda innehåller två distinkt olika celltyper. Det som skiljer de olika fallen åt är att en mosaik framkommer från en och samma zygot och inte två olika (som varit involverade i en sexuell reproduktion).  
En klar definition av fenomenet chimär och hur man kan skilja chimärer från exempelvis hybrider är genom de egenskaper som en chimär visar till skillnad från andra genetiskt blandade varelser (som hybrider). En chimär har väldigt distinkta delar från dess biologiska föräldrar som visas antingen visuellt på dess hud eller skillnader man kan finna inom organismen. När det gäller den naturliga förekomsten av chimärer är den ytterst ovanlig, till skillnad från hybrider som oftast är en korsning/blandras inom arten eller mellan olika arter.

## Chimärism
Den vetenskapliga termen för chimär skiljer sig inte mycket från det trehövdade monstret Chimaira i den grekiska mytologin. Besten beskrivs bestå av tre djur: en get, en orm och ett lejon.
Även om en sådan varelse aldrig har bevisats existera finns det idag organismer och vid mycket sällsynta fall fenomen som kan ändra vissa grundegenskaper i blodomloppet hos nötkreatur (detta kallas freemartin vilket är en form av chimärism). Det förekommer också chimärism hos människan, men den är relativt liten och obetydlig. Eftersom den förekommer på ett så litet plan går den under kategorin mikrochimärism.

### Freemartin
Inom det biologiska fältet betyder chimärism att en organism består av celler från två olika zygoter. Fenomenet freemartin har endast observerats hos infertila (ej fungerande äggstockar), kvinnliga nötkreatur som visar maskulint uppförande. Detta är på grund av att honan delat blodflöde med en manlig tvilling. Vid detta ovanliga tillstånd kan honan bli infertil vid födseln på grund av denna delade blodcirkulation.
En annan intressant observation man har gjort vid studier av freemartin är att när blodcirkulationen delas mellan de två olika tvillingarna kan de blanda sin blodtyp med varandra. Mängden av den delade blodtypen är inte jättestor (uppemot 5 %) och ovanlig. Detta har lett till upptäckter för att förstå organismers immunologiska tolerans.

## Mikrochimärism
Mikrochimärism (Mc) identifieras av närvaron av ett litet antal genetiskt distinkta celler inom en organism. Fenomenet förekommer ofta efter organtransplantation eller blodtransfusion. Mc uppstår först och främst på ett naturligt sätt mellan mor och foster då en liten population av celler förs över från fostret över till mamman och vice versa. Det fetomaternella utbytet är den vanligaste typen av mikrochimärism och har fått mycket uppmärksamhet av forskare. Mikrochimärism kan dessutom uppstå mellan dizygota tvillingar som har gemensamma blodkärl i moderkakan. Studien om chimärism av Lee Nelson är en studie som påvisar uppkomsten av en annan individs celler (från modern) i en kropp. Detta uppstår när modern är gravid och fostret fortfarande är kvar i livmodern.
Moderns blodceller lämnar över syrgas och näring till fostrets blodceller som i sin tur skickar tillbaka slaggprodukter över ett tunt membran i moderkakan som separerar blodet och bildar små veck, så kallade intervillösa rum. Detta är för att cellerna inte ska blandas och leda till immunreaktioner. Moderkakan fungerar alltså som en gränskontroll där inga celler kan passera. Detta trodde man länge. I artikeln nämns det dock att ny forskning visar att enstaka celler tar sig förbi moderkakans barriär, celler från både fostret och modern passerar gränserna och går vidare i den andras kropp. Cellerna från fostret har ofta visat sig vara stamceller. Detta är då fetomaternell mikrochimärism förenklat.